# Eugénio Lisboa
Eugénio Almeida Lisboa ComSE • OIH • ComM (Lourenço Marques, 25 de maio de 1930 – Lisboa, 9 de abril de 2024) foi um ensaísta e crítico literário português, especialista em José Régio.

## Biografia
Nasceu em Lourenço Marques (atual Maputo), Moçambique, em maio de 1930. Em 1947 foi para Lisboa estudar engenharia eletrotécnica no Instituto Superior Técnico. Obtida a licenciatura e cumprido o serviço militar, regressou a Moçambique em 1955.
Em Lourenço Marques desenvolveu intensa atividade cultural, na imprensa, no Cineclube e no Rádio Clube. Com Rui Knopfli, amigo de longa data, codirigiu os suplementos literários de jornais desafetos do regime colonial, casos de A Tribuna e A Voz de Moçambique. Em paralelo, foi gestor de uma petrolífera e professor de Literatura.  
Deixou Moçambique em março de 1976, ano em que foi para França ocupar o cargo de diretor-geral da Compagnie Française des Pétroles. O ramo petrolífero foi a sua principal atividade profissional durante vinte anos (1958-78), em acumulação com a docência universitária de Literatura Portuguesa, nas universidades de Lourenço Marques, Pretória (1974-75) e Estocolmo (1977-78).  
A partir de maio de 1978 exerceu funções diplomáticas, ocupando durante dezassete anos consecutivos (1978-95) o cargo de conselheiro cultural da Embaixada de Portugal em Londres. Mais tarde, presidiu à Comissão Nacional da UNESCO (1996-98) e foi professor catedrático convidado da Universidade de Aveiro (1995-2000).
Crítico e ensaísta, dedicou exigente atenção à obra de José Régio logo a partir do primeiro livro, José Régio. Antologia, Nota Bibliográfica e Estudo (1957). A generalidade dos ensaios que escreveu e publicou em Moçambique foram coligidos nos dois volumes de Crónica dos Anos da Peste (1973 e 1975; tomo único desde 1996). Fez teatro radiofónico no Rádio Clube de Moçambique, a partir de textos de Racine, Ibsen e Régio.
Colaborou em numerosos jornais e revistas de Lourenço Marques e da Beira: A Tribuna, A Voz de Moçambique, Diário de Moçambique, Notícias (Lourenço Marques), Notícias da Beira, Objectiva, Tempo, Paralelo 20. Em Portugal, tem colaboração dispersa no Jornal de Letras, LER, A Capital, Diário Popular, O Tempo e o Modo, Colóquio-Letras, Nova Renascença, Oceanos e outros.  É autor de dezenas de introduções, prefácios, posfácios e recensões críticas. Foi colunista na revista LER. Dirigiu a publicação, na Imprensa Nacional, das obras completas de José Régio.
Devido à censura do Estado Novo, usou os pseudónimos literários Armando Vieira de Sá, John Land e Lapiro da Fonseca.
Faleceu na manhã de 9 de abril de 2024 no Hospital Curry Cabral, em Lisboa, aos 93 anos, vítima de doença oncológica. Era pai do crítico de música João Lisboa.

## Prémios e distinções
Foi membro da Academia das Ciências de Lisboa, na Classe de Letras, e Doutor Honoris Causa pela Universidade de Nottingham, do Reino Unido (1988) e pela Universidade de Aveiro (2002).
Em março de 2018, recebeu o Prémio Tributo de Consagração, outorgado pela Fundação Quinta das Lágrimas, de Coimbra.
Foi agraciado com os graus de Oficial da Ordem do Infante D. Henrique (2 de fevereiro de 1980), Comendador da Ordem do Mérito (27 de abril de 1993) e Comendador da Ordem Militar de Sant'Iago da Espada (29 de agosto de 2019), todos das ordens honoríficas portuguesas.
A Imprensa Nacional-Casa da Moeda (INCM), criou em 2016 o Prémio Imprensa Nacional Eugénio Lisboa, em sua homenagem com o objectivo de incentivar a criação literária moçambicana.
Foi distinguido com vários prémios literários, nomeadamente:
- 1985 - Prémio Literário Município de Lisboa, por A matéria intensa

- 2013 - Grande Prémio de Literatura Biográfica, da Associação Portuguesa de Escritores (APE), pelo livro Acta est fabula: memórias

- 2000 - Prémio Jacinto do Prado Coelho, pela obra Portugaliae monumenta frivola ou as verdadeiras e as falsas riquezas